# والتر إيفانز
والتر إيفانز (بالإنجليزية: Walter Evans)‏ هو قاضي ومحامي وسياسي أمريكي، ولد في 18 سبتمبر 1842 في مقاطعة بارين في الولايات المتحدة، وتوفي في 30 ديسمبر 1923 في لويفيل في الولايات المتحدة. حزبياً، نشط في الحزب الجمهوري. وقد انتخب عضو مجلس النواب الأمريكي.